# Radini
Radini – wieś w Chorwacji, w żupanii istryjskiej, w gminie Brtonigla. W 2011 roku liczyła 108 mieszkańców.